# Proceropycnis pinicola
Proceropycnis pinicola är en svampart som beskrevs av M. Villarreal, Arenal, V. Rubio, Begerow, R. Bauer, R. Kirschner & Oberw. 2006. Proceropycnis pinicola ingår i släktet Proceropycnis och familjen Phleogenaceae.   Inga underarter finns listade i Catalogue of Life.